# بيتر نورمان (منافس ألعاب قوى)
بيتر نورمان (بالإنجليزية: Peter Norman) (و. 1942 – 2006 م) هو منافس ألعاب قوى، وعداء سريع أسترالي، ولد في ملبورن، شارك في الألعاب الأولمبية الصيفية 1968، بدأ مشواره المهني سنة 1968، كان عضوًا في جيش الخلاص، توفي عن عمر يناهز 64 عاماً، بسبب نوبة قلبية.

## التعليم
تعلم في The Southport School ‏
.

## جوائز
حصل على جوائز منها:
- عضوية قاعة مشاهير أثلتكس أستراليا ‏ (2010)
- وسام الرياضة الاسترالية  [لغات أخرى]‏ (2000)
- قاعة أستراليا الرياضية للمشاهير (1999)

## وصلات خارجية
- بيتر نورمان على موقع IMDb (الإنجليزية)
- بيتر نورمان على موقع قاعدة بيانات الفيلم (الإنجليزية)
- بيتر نورمان على موقع الاتحاد الدولي لألعاب القوى (الإنجليزية)
- بيتر نورمان على موقع النتائج التاريخية لألعاب القوى الأسترالية (الإنجليزية)
- بيتر نورمان على موقع اللجنة الأولمبية الدولية (الإنجليزية)
- بيتر نورمان على موقع أوليمبيديا (الإنجليزية)
- بيتر نورمان على موقع اللجنة الأولمبية الأسترالية (الإنجليزية)
- بيتر نورمان على موقع اتحاد ألعاب الكومنولث (مؤرشف) (الإنجليزية)
- بيتر نورمان على موقع قاعة أستراليا للمشاهير الرياضية (الإنجليزية)

- بيتر نورمان في قاعدة بيانات الأفلام على الإنترنت
- بيتر نورمان  على موقع SportsReference  - سبورتس رفرنس